# Carlo Pedersoli Jr.
Carlo Pedersoli Jr. (Miami, 8 giugno 1993) è un artista marziale misto italiano con cittadinanza statunitense.
Pedersoli Jr. è stato il sesto atleta italiano a competere in UFC dopo Alessio Sakara, Ivan Serati, Alessio Di Chirico, Marvin Vettori e Mara Romero Borella. Attualmente combatte nella divisione dei pesi welter della federazione britannica Cage Warriors.
È nipote dell'attore e sportivo italiano Bud Spencer, pseudonimo di Carlo Pedersoli.

## Biografia
Carlo Pedersoli Jr. nasce nel 1993 a Miami, negli Stati Uniti d'America. Secondo figlio, dopo il fratello Alessandro, del produttore cinematografico italiano Giuseppe Pedersoli e di madre panamense, Lupita Barriga, è nipote dell'attore e sportivo italiano Bud Spencer, il cui vero nome è Carlo Pedersoli. Inizia fin da piccolo a praticare arti marziali, allenandosi regolarmente nel Karate Gōjū-ryū fino al raggiungimento della cintura blu all'età di 12 anni.
All'età di 18 anni inizia a competere nel football americano per la società sportiva Grizzlies Roma, con la quale si laurea campione d'Italia Under 18 e dove viene selezionato per rappresentare la Nazionale italiana in occasione delle qualificazioni agli Europei 2012.
Contemporaneamente al football americano continua la sua esperienza nelle arti marziali. Nel 2012, infatti, dopo essere stato campione italiano cintura blu di Jiu jitsu brasiliano nella categoria 84 kg, partecipa alla III Coppa Italia FIGMMA, senza nessuna particolare preparazione, ma solo con il desiderio di competere nella sua disciplina preferita, le arti marziali miste (MMA), qualificandosi primo nella categoria 84 kg Serie C. Questo momento segna la svolta di Carlo Pedersoli Jr. che decide così di dedicarsi a tempo pieno alle MMA.

## Caratteristiche tecniche
Pedersoli Jr. vanta uno striking fluido e spettacolare, che vede nei calci le sue mosse più imprevedibili ed efficaci. Solido nella lotta a terra e specialista delle sottomissioni, vanta, inoltre, un ottimo tempismo sulle proiezioni e una buona difesa da takedown.
Pedersoli Jr. è cintura nera di Jiu jitsu brasiliano sotto Andrea Verdemare, cintura marrone di Karate negli stili Shotokan e Kyokushinkai e cintura blu di Judo. È inoltre cintura marrone di Kudo, un'arte marziale ibrida.

## Carriera nelle arti marziali miste

### Gli inizi
Pedersoli Jr. vanta una carriera notevole come dilettante, guadagnando sempre il podio nelle gare nazionali, ed arrivando all'esordio da professionista senza aver mai perso un incontro nelle discipline di Jiu jitsu brasiliano e MMA (IMMAF record: 5-0). Nel 2014 è campione italiano FIGMMA Classe A e vincitore del campionato italiano unificato di MMA ITMMAF, qualificandosi ai Mondiali IMMAF di Las Vegas, non potendovi partecipare a causa di un infortunio. Nel 2016 è nuovamente campione italiano FIGMMA Serie A nella categoria di Grappling.

### Carriera professionistica nelle MMA
Pedersoli Jr., dopo aver dominato i primi tre incontri da professionista disputati a Roma, vola in Giappone con un record di tre vittorie e nessuna sconfitta. Nella promozione asiatica Real Fight Championship subisce la prima sconfitta in carriera per decisione non unanime contro il forte atleta giapponese Yuki Okanu, al termine di un incontro molto controverso, in quanto, tenutosi nell'arco di soli due round al termine dei quali i giudici decretarono il pareggio, ma, essendo l'incontro parte di un torneo ad eliminazione diretta, scelsero il connazionale Okanu come vincitore dell'incontro.
Successivamente a questa esperienza, Pedersoli Jr. colleziona 6 vittorie consecutive tra KO tecnici, sottomissioni e decisioni unanimi, militando in promozioni italiane quali Venator Fighting Championship e Magnum Fighting Championship. Il 28 Aprile 2018 Pedersoli Jr. approda nella promozione britannica Cage Warriors, accettando un match in short-notice, con sole due settimane di preavviso, per affrontare l'ex UFC Nicolas Dalby. Pedersoli Jr. vince l'incontro per decisione non unanime.

### UFC
Con 7 vittorie consecutive alle spalle, Pedersoli Jr. viene chiamato dalla promozione statunitense Ultimate Fighting Championship (UFC) con la quale firma un contratto per tre incontri. Pedersoli Jr. accetta un secondo match in short notice per l'evento UFC Fight Night: Thompson vs. Till contro l'inglese Brad Scott, uscendone vincitore per decisione non unanime. Pedersoli Jr. è il primo e unico atleta italiano a competere nella divisione dei pesi welter dell'UFC.
Segue la terza short notice per Pedersoli Jr. che viene chiamato a sostituire Neil Magny contro il brasiliano Alex Oliveira (14º nel Ranking UFC) nel co-main event di UFC Fight Night: Santos vs. Anders. Perde l'incontro per KO dopo 39 secondi, ottenendo la seconda sconfitta in carriera.
Il 23 febbraio 2019 arriva il terzo match in UFC, che lo vede affrontare Dwight Grant nell'evento UFC Fight Night: Błachowicz vs. Santos. Dopo un primo round dominato da Pedersoli Jr., quest'ultimo viene atterrato da un gancio destro seguito da un ground and pound, e viene sconfitto a 4:59 del primo round, ovvero ad un secondo dal suono della campanella. Dopo tre incontri si chiude la sua avventura con UFC.

### 2020 - presente
Il 5 agosto 2019 il lottatore italiano firma a sorpresa un contratto con la federazione statunitense Bellator MMA dove però, in un momento per la promozione di ridimensionamento del roster europeo, verrà tagliato dopo un solo match, quello disputato il 26 settembre 2020 a Milano con lo spagnolo Acoidan Duque dove viene sconfitto per decisione unanime. Dopo due incontri con rispettive vittorie, per le promozioni italiane Messapicum Fighting Championship e The Golden Cage, torna in Cage Warriors. Qui otterrà una vittoria per sottomissione e una sconfitta per KO nei due eventi disputati in Italia, a Roma, a distanza di sette mesi l'uno dall'altro.

## Risultati nelle arti marziali miste
| Risultato | Record | Avversario         | Metodo                             | Evento                                                | Data              | Round | Tempo | Città                    | Note                             |
| --------- | ------ | ------------------ | ---------------------------------- | ----------------------------------------------------- | ----------------- | ----- | ----- | ------------------------ | -------------------------------- |
| Sconfitta | 14-5   | Giannis Bachar     | KO (pugni)                         | Cage Warriors 154                                     | 6 maggio 2023     | 3     | 2:25  | Roma, Italia             |                                  |
| Vittoria  | 14-4   | Madars Fleminas    | Sottomissione (rear naked choke)   | Cage Warriors 144                                     | 7 ottobre 2022    | 2     | 3:37  | Roma, Italia             |                                  |
| Vittoria  | 13-4   | Anatoly Safronov   | KO (calcio al corpo)               | The Golden Cage 6                                     | 4 dicembre 2021   | 1     | 00:31 | Mazara del Vallo, Italia |                                  |
| Vittoria  | 12-4   | Cristian Corujo    | KO (pugni)                         | Messapicum Fighting Championship 4                    | 24 luglio 2021    | 1     | 0:48  | Manduria, Italia         |                                  |
| Sconfitta | 11-4   | Acoidan Duque      | Decisione (unanime)                | Bellator Milan 3                                      | 26 settembre 2020 | 3     | 5:00  | Milano, Italia           |                                  |
| Sconfitta | 11-3   | Dwight Grant       | KO Tecnico (pugni)                 | UFC Fight Night: Błachowicz vs. Santos                | 23 febbraio 2019  | 1     | 4:59  | Praga, Repubblica Ceca   |                                  |
| Sconfitta | 11-2   | Alex Oliveira      | KO (pugni)                         | UFC Fight Night: Santos vs. Anders                    | 22 settembre 2018 | 1     | 0:39  | San Paolo, Brasile       |                                  |
| Vittoria  | 11-1   | Bradley Scott      | Decisione (non unanime)            | UFC Fight Night: Thompson vs. Till                    | 27 maggio 2018    | 3     | 5:00  | Liverpool, Regno Unito   | Debutto in UFC                   |
| Vittoria  | 10-1   | Nicolas Dalby      | Decisione (non unanime)            | Cage Warriors 93                                      | 28 aprile 2018    | 3     | 5:00  | Göteborg, Svezia         |                                  |
| Vittoria  | 9-1    | Mircea Dumitrescu  | Sottomissione (arm triangle choke) | RXF 29 - MMA All Stars 5: RXF vs. Magnum FC           | 18 dicembre 2017  | 1     | 2:39  | Brașov, Romania          |                                  |
| Vittoria  | 8-1    | Pavel Pinzul       | Sottomissione (rear naked choke)   | Magnum Fighting Championship 2                        | 22 luglio 2017    | 1     | 2:30  | Roma, Italia             |                                  |
| Vittoria  | 7-1    | Matteo Capaccioli  | KO Tecnico (pugni e gomitate)      | Venator Fight Night 1                                 | 27 maggio 2017    | 1     | 2:26  | Roma, Italia             |                                  |
| Vittoria  | 6-1    | Orlando D'Ambrosio | Sottomissione (ghigliottina)       | Magnum Fighting Championship 1                        | 11 marzo 2017     | 2     | 2:26  | Rimini, Italia           |                                  |
| Vittoria  | 5-1    | Matúš Juráček      | Decisione (unanime)                | X Fight Nights at Praha                               | 12 giugno 2016    | 3     | 5:00  | Praga, Repubblica Ceca   |                                  |
| Vittoria  | 4-1    | Virgiliu Frasineac | Decisione (unanime)                | Fight or Nothing: Road to Bellator                    | 2 aprile 2016     | 3     | 5:00  | Lugano, Svizzera         |                                  |
| Sconfitta | 3-1    | Yūki Okano         | Decisione (non unanime)            | Real Fight Championship 3                             | 5 dicembre 2015   | 2     | 5:00  | Tokyo, Giappone          | Incontro di pesi leggeri (74 kg) |
| Vittoria  | 3-0    | Angelo Rubino      | Sottomissione (armbar)             | Hells Angels Eternal City: 2nd Bikes and Fights Night | 25 luglio 2015    | 1     | 3:51  | Roma, Italia             |                                  |
| Vittoria  | 2-0    | Giuseppe Tivolesi  | KO Tecnico                         | Storm 9: Pennese vs. Sircu                            | 17 aprile 2015    | 1     | 1:48  | Roma, Italia             |                                  |
| Vittoria  | 1-0    | Gianmarco Romeo    | KO Tecnico (pugni)                 | White Rex: Tana delle Tigri 2                         | 30 maggio 2014    | 2     | 3:16  | Roma, Italia             |                                  |

## Curiosità
- Il soprannome Semento, con il quale è conosciuto nell'ambiente delle arti marziali miste, deve la sua origine ad un viaggio in Giappone durante il quale Pedersoli Jr. andò a vedere un incontro della promozione Pancrase e dove comprò una maglietta con sopra stampata la parola "Semento", il cui significato è cemento in giapponese. Il giorno successivo andò ad allenarsi con la nazionale giapponese di grappling che cominciò a chiamarlo scherzosamente così. Da quel giorno il lottatore italiano decise di mantenere il soprannome affibbiatogli.[1]
- Appassionato di calcio fin da quando era bambino, è un grande tifoso della S.S. Lazio, fede trasmessagli dal nonno Carlo Pedersoli in arte Bud Spencer.[5]
- È un collezionista di moto d'epoca.[5]
- Appare interpretando se stesso in un incontro di MMA in un episodio di Piedone - Uno sbirro a Napoli, miniserie scritta e prodotta dal padre.